# Thomas Bolte
Thomas Hugh Bolte (Chillicothe (Ohio), 2 de abril de 1997) es un jugador de baloncesto estadounidense que actualmente juega en el Sport Lisboa e Benfica de la Liga Portuguesa de Basquetebol. Con 1.85 metros de estatura, juega en la posición de base.

## Trayectoria deportiva
Formado durante cuatro temporadas en los Concord Mountain Lions. En su última temporada universitaria los números de Bolte fueron de media 39.8 minutos por encuentro, 28.5 puntos, 4..9 rebotes y 4.7 asistencias. Además, logró dos veces hacer un doble-doble: la primera con 10 asistencias y 31 puntos y la segunda, con 12 asistencias y 35 puntos. 
Tras no ser drafteado en 2019, con 22 años debutó como profesional en España en las filas del Real Murcia Baloncesto de la Liga LEB Plata. En las filas del club murciano disputaría 15 partidos promediando 10,5 puntos, 3,4 rebotes y 2,2 asistencias.
El 22 de enero de 2020, rescinde su contrato con Real Murcia Baloncesto y firma con Albacete Basket de la Liga LEB Plata hasta el final de la temporada. En el conjunto manchego jugaría 6 encuentros en los que promedia 10,5 puntos.
Para la temporada 2020-21 firma por el Sport Lisboa e Benfica B para jugar la Proliga. En la misma temporada, jugaría 2 partidos con el primer equipo del Sport Lisboa e Benfica en la Liga Portuguesa de Basquetebol.